# تپه سفید عباس‌آباد
تپه سفید عباس‌آباد مربوط به هزاره اول قبل از میلاد است و در شهرستان دامغان، روستای اگره واقع شده و این اثر در تاریخ ۱۸ آبان ۱۳۷۸ با شمارهٔ ثبت ۲۴۸۵ به‌عنوان یکی از آثار ملی ایران به ثبت رسیده است.